# Піверський потік
Піверський потік (словац. Piverský potok) — річка в Словаччині у регіоні Турня, ліва притока Бодви, протікає в окрузі Кошиці-околиця.
Довжина приблизно 4.5-4.9 км. Витік знаходиться в масиві Воловські гори (частина Койшовська-Голя — гора Єдловец) — на висоті близько 800 метрів. Протікає територією міста Медзев.
Впадає в Бодву на висоті приблизно 330—335 метрів.